# Церковь иконы Божией Матери «Одигитрия» (Карпово-Обрывский)
Церковь иконы Божией Матери «Одигитрия» (Одигитриевская церковь) — бывший православный храм в хуторе Карпово-Обрывский Области Войска Донского.
Адрес: Ростовская область, Тацинский район, хутор Карпово-Обрывский.

## История
В 1853 году местный барин Александр Иванович Карпов и его жена Екатерина Яковлевна на личные средства выстроили, в те времена — в слободе, церковь во имя Божией Матери Одигитрии. Храм был выполнен из пиленого известняка, прост по архитектуре, гладкостенный, с деревянным куполом. Когда местный священник попросил помочь расширить храм, то спустя двадцать лет после окончания его строительства в нём появились два придела с арочными входами, а также невысокая трёхъярусная колокольня. Ещё через пятнадцать лет в слободе открыли церковно-приходскую школу, а затем — ещё одну. Когда в революцию 1905—1907 годов в Российской империи крестьяне выступали против помещиков, в Карпово-Обрывской слободе было спокойно.
Храм пережил Октябрьскую революцию и Гражданскую войну, но в 1930-х годах службы в нём прекратились. Возобновились в годы Великой Отечественной войны и продолжались короткое время после её окончания. Затем местное начальство распорядилось снять купола, и вместе с внутренним убранством увезти в слободу Скосырскую (ныне станица Скосырская) — тогдашний районный центр. Здание церкви отошло к местному колхозу — сначала там хранили семена, затем — минеральные удобрения. Со временем церковь была заброшена, местные жители поснимали всё ценное, и она пришла в запустение, находясь долгое время в руинах.
В 2010-х годах началось возрождение храма — в нём навели чистоту, в алтарной части и приделах разместили иконы. Однако возрождение храма откладывается, так как в районном центре — станице Тацинской — возвели новую церковь, освятив её Во имя Рождества Пресвятой Богородицы. До этого в Тацинском районе более полувека не было ни одной церкви, кроме разрушенной карпово-обрывской.